# Koločepski kanal
Koločepski kanal je morski tjesnac u južnoj Dalmaciji, u Dubrovačko-neretvanskoj županiji. Proteže se u smjeru sjeverozapad – jugoistok. S juga je omeđen otocima Šipan, Lopud i Koločep, a sa sjevera hrvatskom obalom između naselja Slano i Zaton. S otvorenim morem je povezan Koločepskim i Lopudskim vratima. Kanal je dug 20 km, širok oko 2 km, a dubok oko 80 m.